# التحفة العراقية في الأعمال القلبية
التحفة العراقية كتاب من تأليف ابن تيمية. كتبه بناء على طلب من صديق له سأله شرحًا عن حكم الأعمال القلبية.

## نسبة الكتاب واسمه
قال يحيى بن محمد بن الهنيدي محققُ كتاب التحفة العراقية "أجمعت النسخ المخطوطة والمطبوعة التي بين يدي لهذا الكتاب على تسميته : التحفة العراقية في الأعمال القلبية، وعلى نسبته إلى مؤلفه شيخ الإسلام أحمد بن تيمية، ولم أجد لها مخالفا، بل قد ذكر هذا الكتاب تلميذ شيخ الإسلام ابن تيمية، الشيخ المحقق ابن عبد الهادي في كتابه «العقود الدرية باسمه المذكور ضمن مصنفاته.
وقال الهنيدي "أما سبب تسميته بهذا الاسم، فلم أعثر على ذكر له فيما بين يدي من المصادر والمراجع، ولكن لعله سائل أو سؤال جاء إلى الشيخ من بلاد العراق، كما جاءهُ سؤال من واسط قسمى جوابه العقيدة الواسطية، وسؤال من حماء فسمّى جوابه العقيدة الحموية، وكالرسالة التدمرية.

## موضوع الكتاب
ذكر المؤلف ما يتضمنه الكتاب فقال 

وذكر أن أعمال القلوب واجبة على المكلفين وأنهم يتوزعون على ثلاث درجات من حيث التزامهم بها

### فصول الكتاب
- مقدمة عامة ذكر فيها أعمال القلوب أوما يذكره المتصوفة بمصطلح المقامات والأحوال ودرجات الناس فيها
- الصدق والأخلاص
- الأعمال القلبية
- التوكل ورد تحت هذا العنوان بعض الأفكار غير الصحيحة كقول البعض أن التوكل هو للعوام وليس للخواص
- الرضا والصبر
- المحبة وفي هذا الموضوع أثبت الوجود الحقيقي للمحبة ورد على من ينكر وجود محبة بين الخالق والمخلوق
- الخوف والرجاء، وفيه رد على من قال ما عبدتك خوفا من نارك ولا طمعا في جنتك، بأن من نعيم الجنة النظر إلى الله ومن عذاب النار أنهم محجوبون عن رؤيته.
- حقيقة المحبة
- الاستغفار

وقد ذكر في كل باب من الأبواب النصوص التي تؤكده وأهمها ما ذكره في المقدمة حديث النبي 